# Ивановка (Сармановский район)
Ивановка (тат. Ивановка) — деревня в Сармановском районе Республики Татарстан России. Входит в состав Новоимянского сельского поселения.

## География
Деревня находится в восточной части Татарстана, в лесостепной зоне, в пределах северных отрогов Бугульмино-Белебеевской возвышенности, на расстоянии примерно 16 километров (по прямой) к юго-западу от села Сарманова, административного центра района. Абсолютная высота — 199 метров над уровнем моря.

### Климат
Климат характеризуются как умеренно континентальный, с продолжительной умеренно холодной зимой и коротким тёплым летом. Среднегодовая температура воздуха составляет 3,8 °С. Средняя температура воздуха самого холодного месяца (января) — −12,2 °C; самого тёплого месяца (июля) — 19,7 °C. Безморозный период длится в течение 112—116 дней. Среднегодовое количество атмосферных осадков составляет 460 мм, из которых 340 мм выпадает в период с апреля по октябрь. Снежный покров держится 155—165 дней.

### Часовой пояс
Деревня Ивановка, как и весь Татарстан, находится в часовой зоне МСК (московское время). Смещение применяемого времени относительно UTC составляет +3:00.

## Население
Население деревни Ивановка в 2011 году составляло 7 человек.

### Национальный состав
Согласно результатам переписи 2002 года, в национальной структуре населения русские составляли 71 % из 7 чел., татары — 29 %.